# Verbandsgemeinde Sprendlingen-Gensingen
La comunità amministrativa di Sprendlingen-Gensingen (Verbandsgemeinde Sprendlingen-Gensingen) si trova nel circondario di Magonza-Bingen nella Renania-Palatinato, in Germania.

## Comuni
Fanno parte della comunità amministrativa i seguenti comuni:
| Comune, città                           | Sup. (km²) | Abitanti |
| --------------------------------------- | ---------- | -------- |
| Aspisheim                               | 5,81       | 856      |
| Badenheim                               | 4,33       | 638      |
| Gensingen                               | 8,72       | 3 939    |
| Grolsheim                               | 3,91       | 1 333    |
| Horrweiler                              | 4,39       | 809      |
| Sankt Johann                            | 5,66       | 845      |
| Sprendlingen                            | 13,03      | 4 220    |
| Welgesheim                              | 2,03       | 586      |
| Wolfsheim                               | 4,99       | 811      |
| Zotzenheim                              | 3,18       | 619      |
| Verbandsgemeinde Sprendlingen-Gensingen | 56,05      | 14 656   |

(Abitanti al 31 dicembre 2021)